# La casa degli sguardi
La casa degli sguardi è un film del 2024 diretto da Luca Zingaretti, al suo esordio alla regia.
Il film è trattato dall'omonimo romanzo di Daniele Mencarelli.

## Trama
Marco è un ragazzo poeta di 23 anni alcolizzato che ha abbandonato la scuola, perso i suoi amici ed è stato lasciato dalla sua ragazza. Dopo un brutto incidente comincia a lavorare in un ospedale pediatrico.

## Produzione
Il film, diretto da Luca Zingaretti, è stato scritto dallo stesso con Gloria Malatesta, Stefano Rulli, ispirato al romanzo omonimo scritto da Daniele Mencarelli.
Le riprese sono iniziate il 18 settembre 2023 a Roma.

## Distribuzione
Il film è stato presentato in anteprima il 25 ottobre 2024 alla Festa del Cinema di Roma 2024 e il 7 marzo 2025 al Bari International Film Festival, e distribuito nelle sale dal 10 aprile 2025 da Lucky Red.

## Accoglienza

### Incassi
Il film ha incassato 348198 €.

### Critica
Il film è stato accolto con recensioni miste dalla critica cinematografica.
In una recensione meno entusiasta Antonio D'Onofrio di Sentieri selvaggi afferma che nella regia di Zingaretti si sente l'approccio televisivo che porta ad una «solita rappresentazione edulcorata, nel ricorso alle consuetudini, nella mancanza di coraggio dal punto di vista estetico, un insieme che provoca delle reazioni incolori e poca partecipazione emotiva» in contrasto con le vicende che vivono i personaggi che «sembrano avere del potenziale che riescono ad esprimere solo in parte, penalizzati da una visione che preferisce non correre rischi». Anche Paola Casella di MYmovies.it riscontra similitudini con la regia televisiva di Zingaretti, associando il film alla serie Tutto chiede salvezza, sia nell'ambientazione, sceneggiatura e caricatura dei personaggi.

## Riconoscimenti
- 2025 – Globo d'oro[14]
  - Candidatura alla miglior opera prima a Luca Zingaretti
- 2025 - Nastro d'argento[15][16]
  - Candidatura a miglior regista esordiente a Luca Zingaretti